# Bucătăria japoneză
Ingredientele principale ale bucătăriei japoneze tradiționale sunt peștele și alte produse marine, zarzavaturile și orezul. Peștele este deseori servit crud, ceea ce necesită ca el să fie foarte proaspăt și să fie tăiat cu un cuțit bine ascuțit. Abundența produselor marine în apele care înconjoară Japonia și religia budistă (care este împotriva uciderii animalelor) au făcut ca japonezii să folosească carne, produse lactate, grăsimi animale etc. în mod mai redus.
Condimentele principale sunt produse din soia (sosul soia și miso- pastă de fasole soia- sau orez (sake, oțet din orez, mirin- un sake dulce). Pentru a menține gustul original al ingredientelor, bucătăria japoneză nu prea folosește condimente iuți, ci mai mult plante aromatice sau wasabi (hrean japonez), yuzu, ghimbir, myōga (tot un fel de ghimbir), kinome (lujeri ai plantei sanshō (Zanthoxylum piperitum) sau semințe uscate și măcinate ale aceleiași plante sanshō.

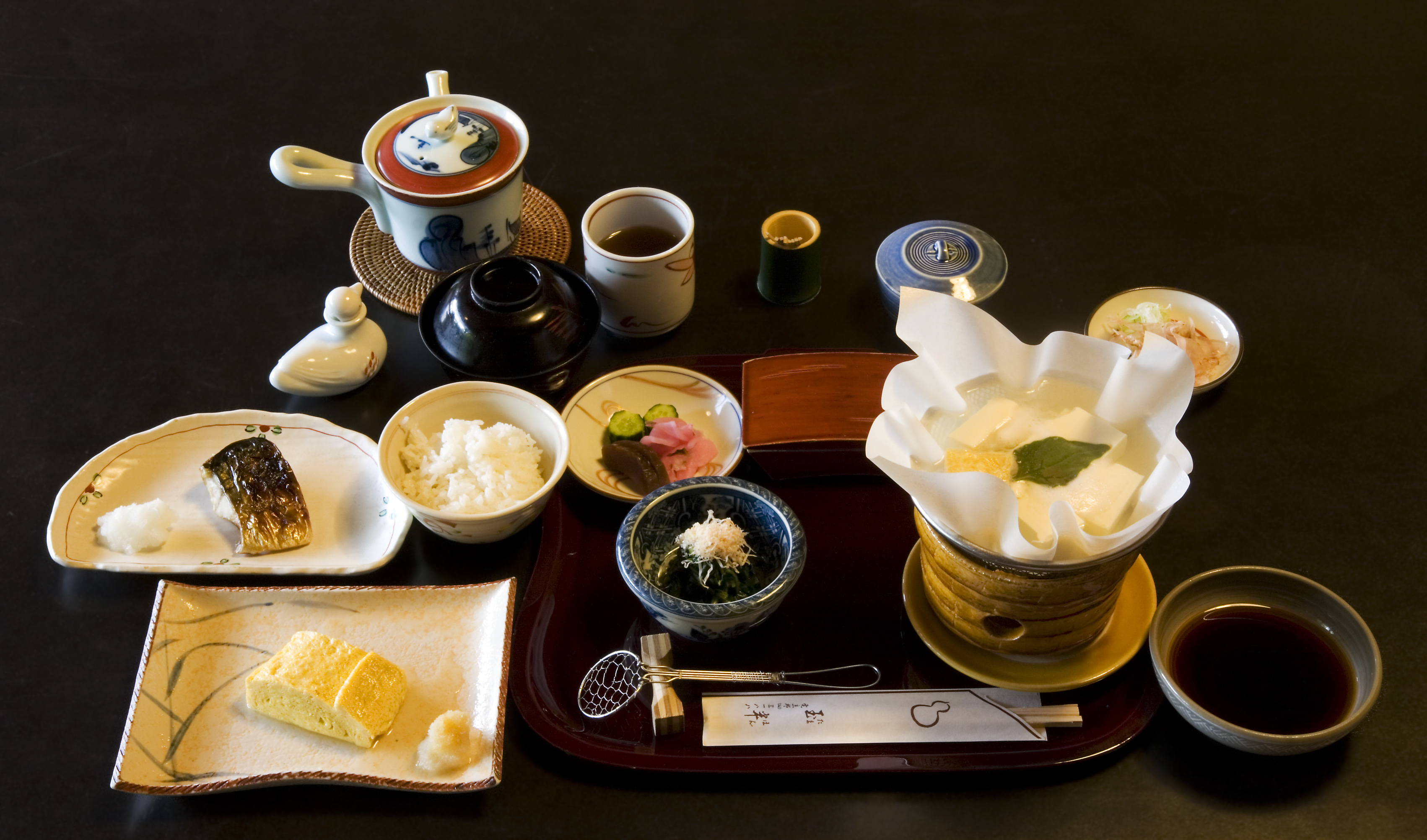
Mic dejun kaiseki

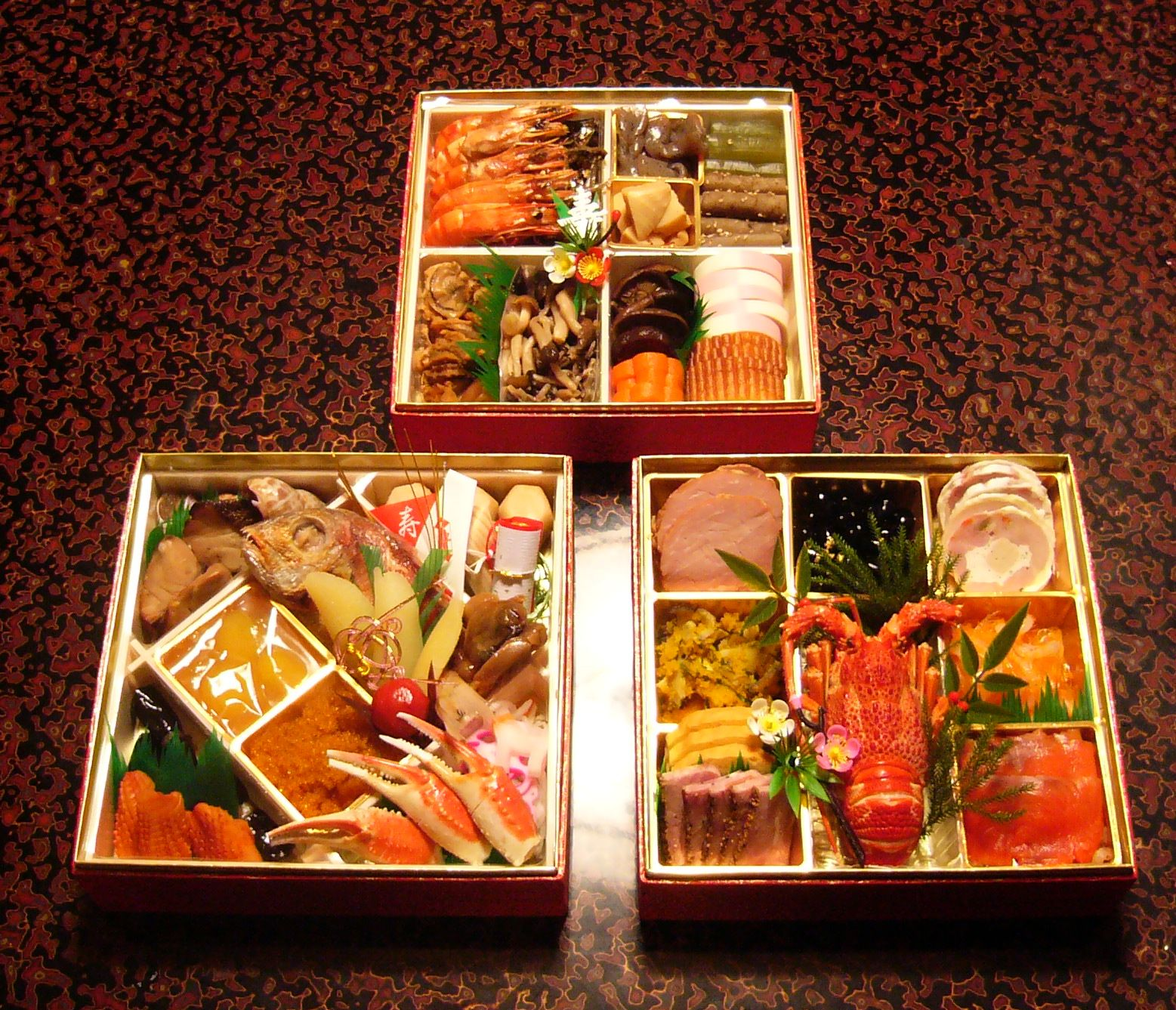
Mâncare osechi

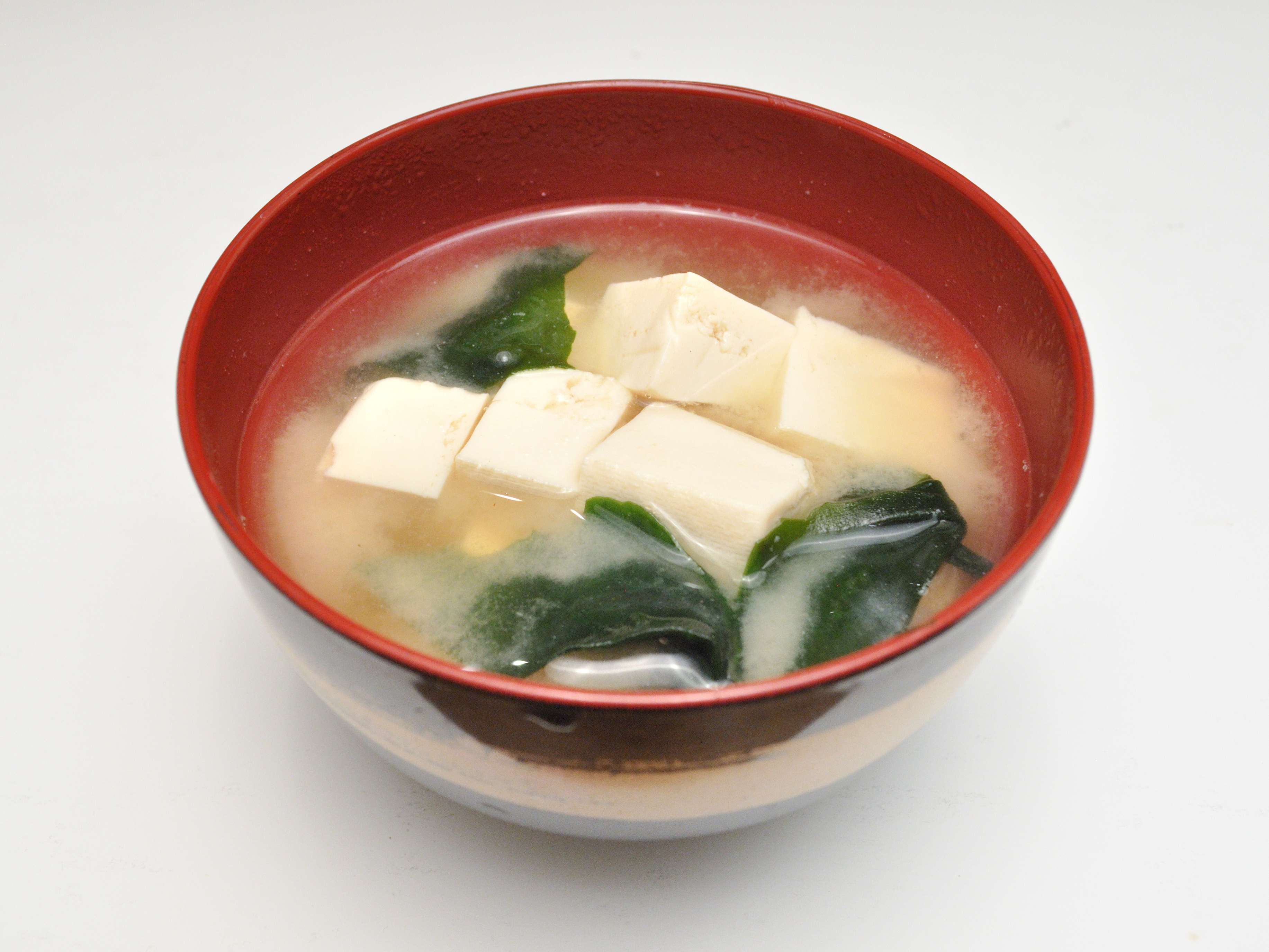
Supă miso

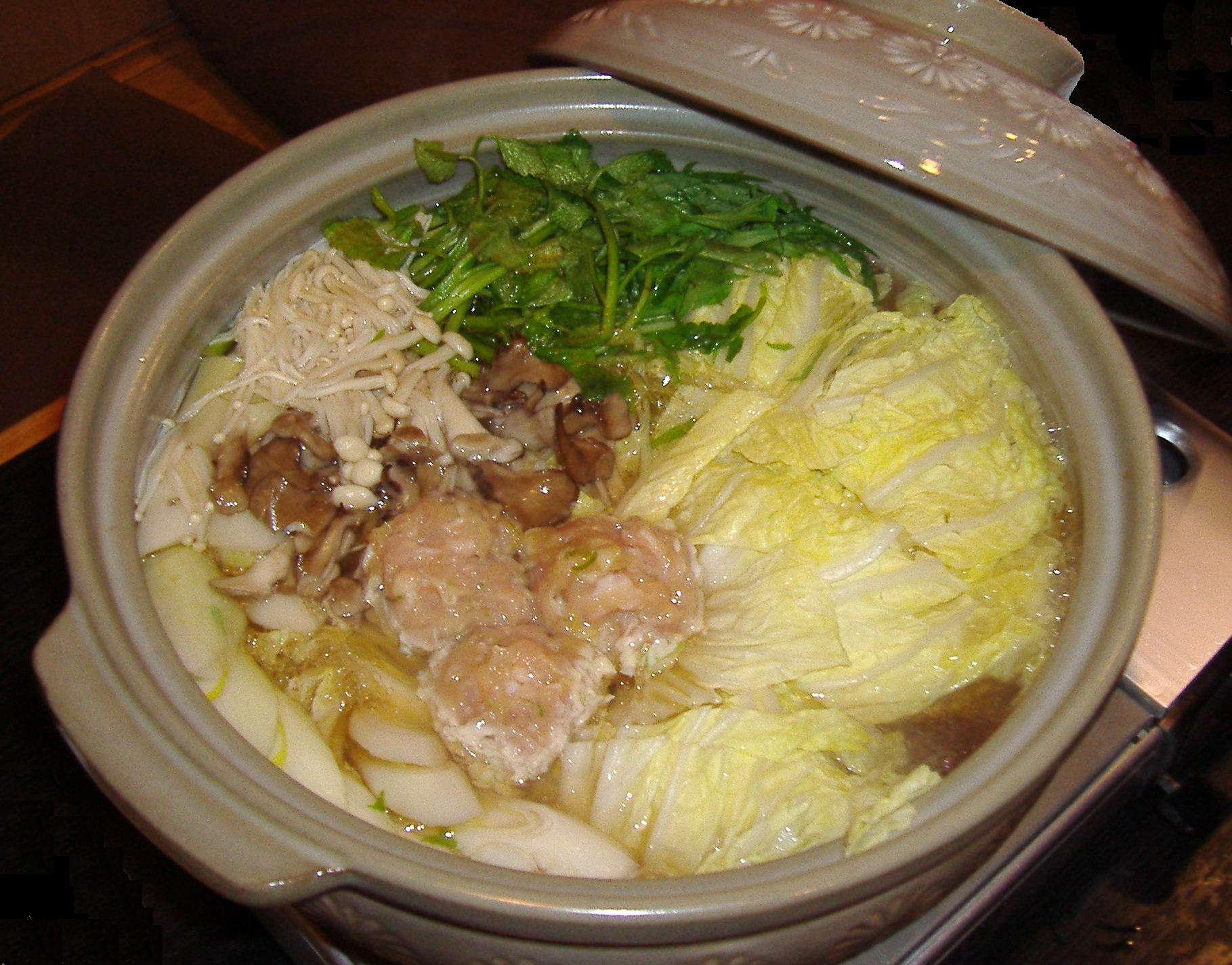
Nabemono

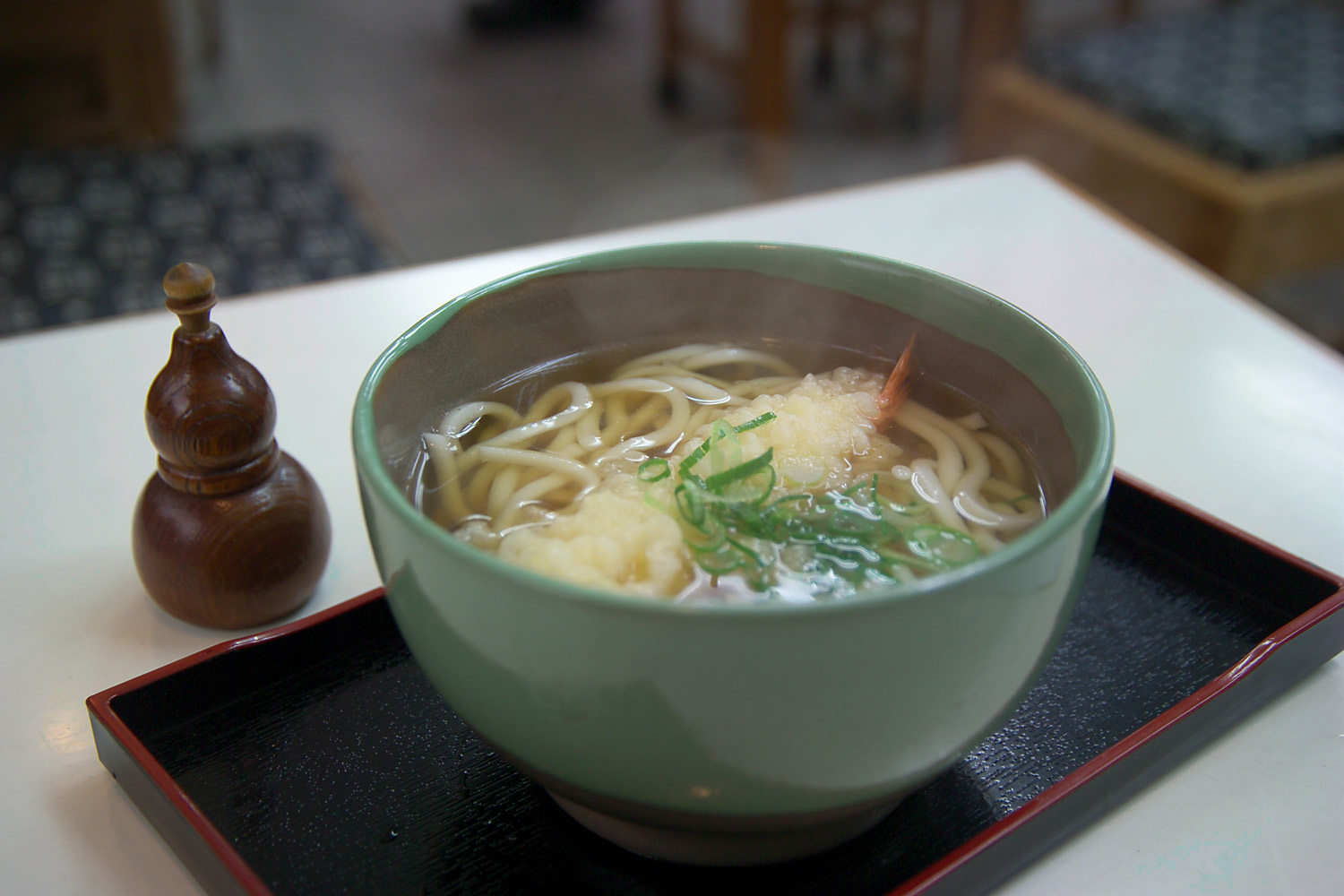
Udon

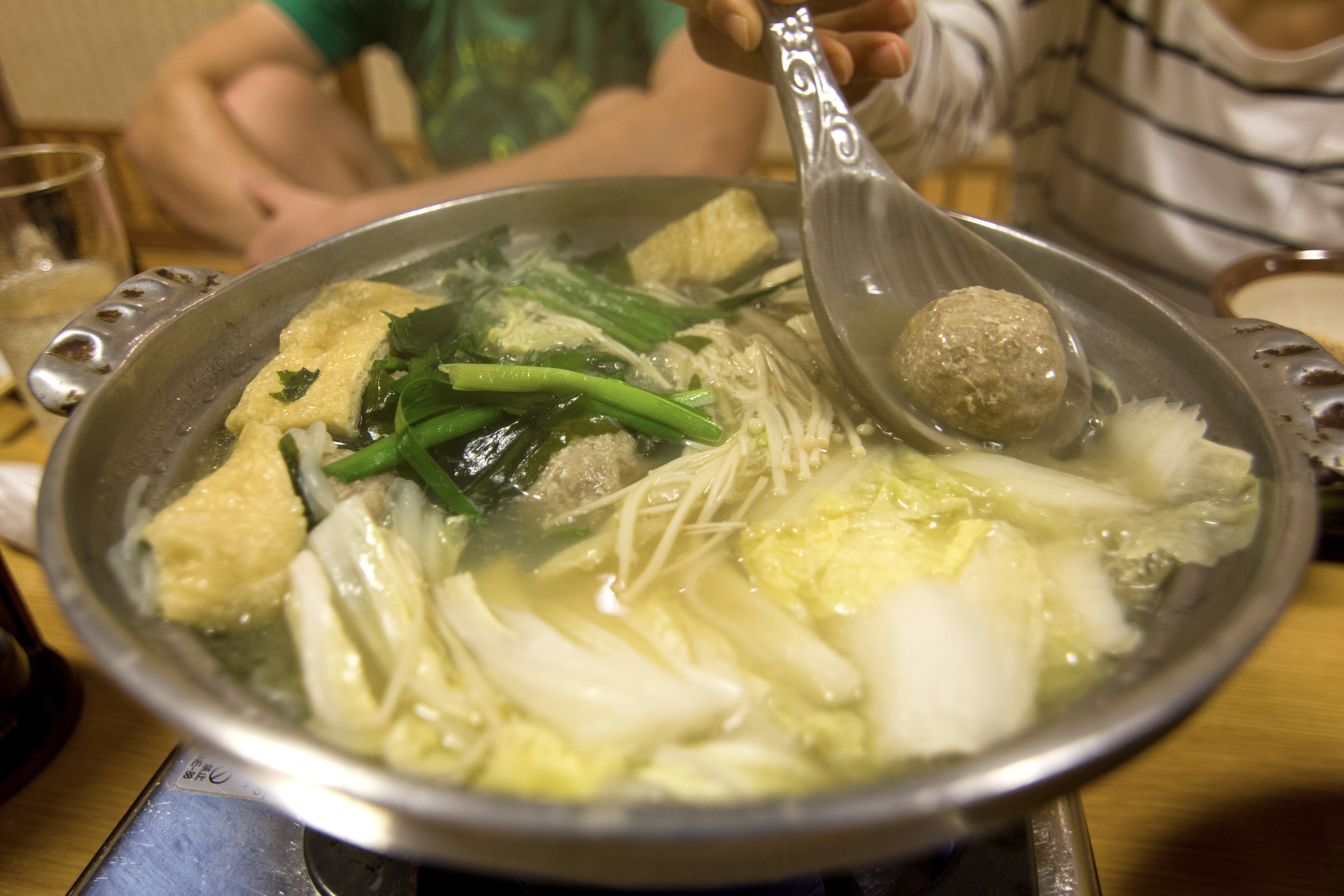
Chankonabe

Există trei feluri de mâncăruri japoneze tradiționale (meniu complet) care se servesc tot anul (deci nu de sărbători): honzen ryōri (servită la banchete oficiale), chakaiseki ryōri (servite uneori înaintea ceremoniei ceaiului), și kaiseki ryōri (servite la petreceri sau la restaurantele ryōtei- restaurante care servesc numai mâncăruri japoneze). Alte tipuri de mâncăruri sunt osechi ryōri (servite de Anul Nou) sau shōjin ryōri (mâncăruri budiste vegetariene).

## Mâncăruri japoneze
- Shirumono sunt supele, care sunt de două feluri: sumashijiru (o supă clară) și misoshiru (din pastă miso). Ingredientele pot fi pește alb, diferite moluște și crustacee (creveți etc.), tōfu (un fel de pateu fără miros făcut din fasole soia), carne de pasăre, alge marine etc.
- Yakimono sunt mâncăruri fripte (pește, moluște și crustacee , carne, zarzavaturi).
- Nimono sunt mâncăruri fierte (condimentate cu sare, sos de soia, sake, mirin, zahăr, oțet etc.).
- Agemono sunt mâncăruri prăjite în ulei. Cele mai cunoscute sunt tempura (pește, zarzavaturi etc. împachetate în aluat nefermentat înainte de prăjire), karaage (ingredientele- deseori carne- sunt acoperite cu făină sau amidon de arorut Maranta arundinacea) sau tatsuage (carne de pasăre condimentată cu sos de soia și sake înainte de prăjire).
- Mushimono sunt mâncăruri gătite cu aburi. Cea mai cunoscută mâncare este chawan mushi. Alte mâncăruri din această categorie sunt shiomushi (condimentate cu sare) și sakamushi (condimentate cu sare și sake).
- Sunomono (pește crud sau fiert cu zarzavaturi, condimentat cu oțet și zahăr) și aemono (pește și zarzavaturi acoperite cu o pastă făcută din tōfu, susan măcinat și miso).
- Gohanmono sunt mâncăruri de orez amestecat cu alte ingrediente: sekihan (orez amestecat cu fasole azuki), takikomigohan (primăvara este orez cu mazăre sau mlădițe de bambus, iar toamna este orez amestecat cu ciuperci matsutake sau castane. Domburimono sunt mâncăruri unde în castron, peste orezul fiert, se pun tot felul de alte ingrediente (șnițel pané, de exemplu).
- Menrui sunt mâncăruri de tăiței, servite reci sau calde. Cele mai cunoscute feluri de tăiței sunt udon, sōmen și soba. Primele două sunt făcute din făină de grâu, iar soba din făină de hrișcă. Sōmen sunt tăiței uscați, dar udon și soba pot fi tăiței uscați sau proaspeți.
- Nabemono sunt mâncăruri pregătite într-o oală mare pe masă, în fața oaspeților. Felurile principale de nabemono sunt mizutaki, yudōfu, udonsuki, kanisuki, shabushabu și sukiyaki.